# De heretico comburendo
Il de heretico comburendo o de haeretico comburendo fu una legge approvata nel 1401 dal parlamento inglese sotto il regno di Enrico IV d'Inghilterra. Essa, come è intuibile dal nome, puniva gli eretici con la morte tramite il rogo. Il primo uomo ad essere bruciato vivo fu William Sawtrey, appartenente al movimento dei Lollardi.
La legge dichiarava che c'erano "persone false e perverse di una certa nuova setta… fanno e scrivono libri, istruiscono e informano malvagiamente le persone… e commettono sovversione di detta fede cattolica". Inutile dire che si allude proprio ai Lollardi.
Il De heretico comburendo inoltre comandava che "queste sette, prediche, dottrine e opinioni malvagie dovrebbero da ora in poi cessare ed essere completamente distrutte", e ha dichiarato "che tutti quelli che hanno tali libri o qualsiasi scritto di tali dottrine e opinioni malvagie, devono effettuare la consegna o far consegnare tutti questi libri e scritti alla diocesana dello stesso luogo entro quaranta giorni dal momento della proclamazione di questa ordinanza e statuto".
E se una persona non consegna tali libri nella suddetta forma, allora il diocesano dello stesso luogo può far arrestare tale persona, in quanto ritenuta sospetta. Infine se questi non abiurassero le loro credenze eretiche, sarebbero stati "bruciati, affinché tale punizione possa incutere paura nelle menti degli altri".
La legge fu abrogata nel marzo 1677.